# Kepa Segurola
Pedro María Segurola Inchausti, más conocido como Kepa Segurola (nacido el 15 de julio de 1955 en Legazpia, Guipúzcoa) es un exjugador de baloncesto español.

## Trayectoria
A través de una operación altura en Salamanca, ingresó en las categorías inferiores del FC Barcelona y después del Real Madrid. Después de jugar en el Real Madrid, volvería al País Vasco para jugar en el Atlético San Sebastián. Después ficharía por el Saski Baskonia junto con Manu Moreno y Josean Querejeta. Su último equipo sería el Club de Baloncesto Askatuak.